# Prorasea praeia
Prorasea praeia is een vlinder uit de familie van de grasmotten (Crambidae), uit de onderfamilie van de Glaphyriinae. De wetenschappelijke naam van deze soort is voor het eerst gepubliceerd in 1917 door Harrison Gray Dyar Jr..
De soort komt voor in de Verenigde Staten.